# Vladimir Sergejevič Solovjov
Vladimir Sergejevič Solovjov (také Solověv nebo Solov'jev, rusky Владимир Сергеевич Соловьёв, 16. lednajul./ 28. ledna 1853greg. Moskva – 31. červencejul./ 13. srpna 1900greg. Uzkoje u Moskvy) byl vlivný ruský filozof, publicista, univerzitní učitel, teolog a mystik, blízký přítel F. M. Dostojevského. Jeho myšlení ovlivnilo mj. československého prezidenta T. G. Masaryka.

## Život
Solovjovův otec byl významný ruský historik Sergej Michajlovič Solovjov (1820–1879), matka pocházela z ukrajinské rodiny a mezi jejími předky byl i básník a teolog Hryhorij Skovoroda. Na střední škole se Solovjov rozešel s pravoslavím, v němž byl vychován, a stal se nihilistou. Od roku 1869 studoval nejprve biologii, přes studium filozofie (zejména Spinoza, Schopenhauer, Schelling) se však ke své víře vrátil. Po studijním pobytu v Londýně (1875) krátce přednášel v Moskvě, roku 1877 se přestěhoval do Petrohradu, kde roku 1880 promoval.

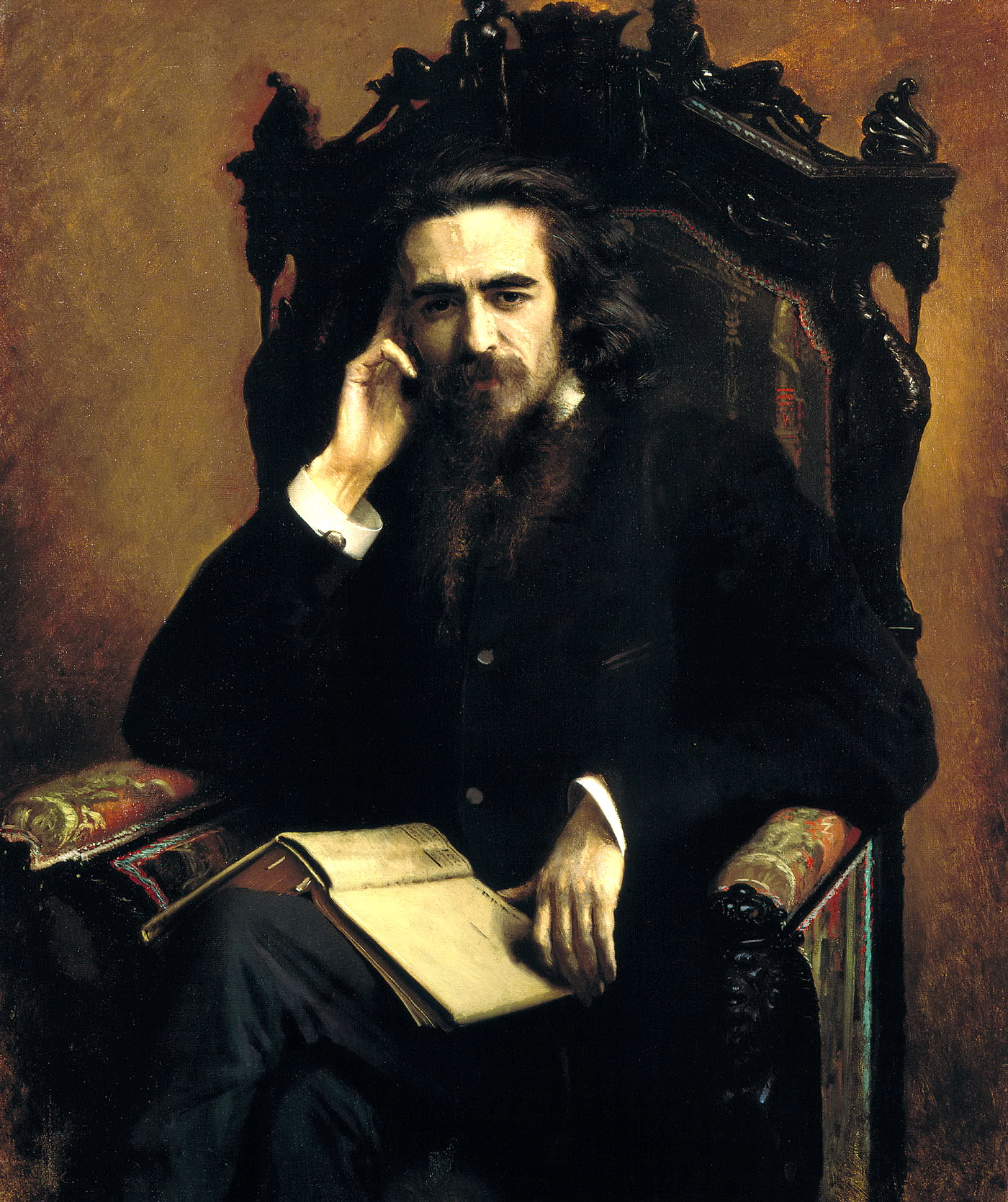
I. Kramskoj: V. Solovjov (1885)

Když roku 1881 veřejně požádal cara, aby amnestoval vrahy svého otce Alexandra II., musel se s univerzitní kariérou rozloučit; tehdejší ministr vyučování, povolný nástroj Pobědonoscevův, hrabě Děljanov, nemohl potřebovat za profesora Solovjova – „člověka s idejemi.“ —  Tomáš Garrigue Masaryk.    Žil jako nezávislý spisovatel. Věnoval se pak více tradičním filozofickým tématům, epistemologii a etice. Jeho přítelem byl Włodzimierz Spasowicz, člen redakce časopisu Věstník Evropy (Вестник Европы), ve kterém Solovjov publikoval. V posledních letech připravoval se svým mladším bratrem nový překlad Platónových dialogů. Jeho asketický způsob života byl prý vzorem pro postavu Aljoši Karamazova v Dostojevského románu Bratři Karamazovi.
Všichni životopisci uvádějí, že si Solovjov nešetřil zdraví. Živil se nesprávně a nepravidelně, když byl nemocen, neřídil se radou lékařů. Ke konci 90. let se Solovjovovo zdraví začalo podstatně zhoršovat. Když Solovjov pocítil, že se blíží jeho smrt, odjel na usedlost svého přítele Jevgenije Nikolajeviče Trubeckého u Moskvy, do Úzkého, kde za dva týdny zemřel..

## Myšlení

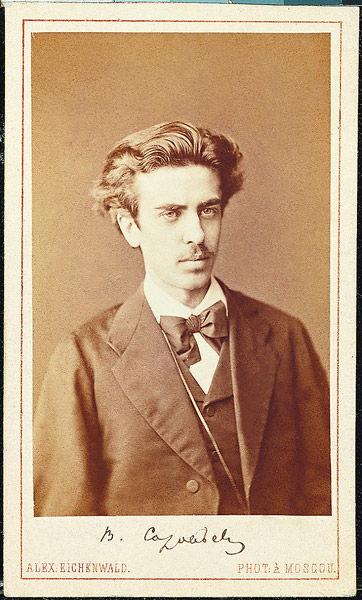
V. Solovjov 1871 (Foto A. Eichenwald)

Podle názoru většiny badatelů je rané myslitelovo období, zahájené v roce 1874 magisterskou prací Krize západní filozofie (proti positivistům), ve znamení slavjanofilství. V období osmdesátých let (příbližně od roku 1883) až do začátku let devadesátých však Solovjov rozvíjí zcela odlišný druh idejí a přechází od teoretické filozofie ke snaze uskutečnit svůj teokratický projekt, jehož součastí bylo i sjednocení církvi. To znamenalo rozchod se slavjanofilstvím.
Sjednocujícím prvkem filozofického systému Vladimíra Solovjova je pojem všejednoty. Solovjov byl hluboce věřící pravoslavný křesťan, zároveň ale viděl slabiny ruské církve, zejména její závislost na carovi a státu, a obdivoval římskokatolickou církev. Jeho hlavním cílem bylo podpořit ekumenické sblížení křesťanských církví, zejména pravoslaví a katolictví. Ve „Třech rozhovorech“ naznačuje utopickou představu sjednocení křesťanů i jejich zápas s Antikristem. Ideál duchovního sjednocení a spojení, které nacházel i v Bibli, chápal jako smysl pravoslavného pojmu sobornosť, což je i ruský překlad pojmu katolicita. Jeho synkretická filozofie vychází z platónismu, z Plótina a gnostiků a z řeckých církevních otců. Symbolická postava Moudrosti (Sofia) byla pro něho i mystickou zkušeností. Ke konci života, nemocen a v bídě, viděl budoucnost světa a lidstva v temnějších, apokalyptických barvách.

### Postoj ke katolictví
Někteří autoři považují Solovjova za katolíka. Karel Jindřich již v roce 1910 napsal článek do časopisu Hlídka s názvem Vladimír Sergejevič Solovjev — katolík. K sepsání monografie o Vladimiru Solovjovovi podnítil Jindřicha jezuita František Žák, který o Solovjovově katolictví nijak nepochyboval.

### Erotologie
Solovjov se velmi intenzivně zabýval vztahem mezi mužem a ženou v kosmologické perspektivě a hledal hluboký smysl lásky. Napsal knihu Smysl lásky, která se stala první ruskou filozofickou studií na téma erotické lásky. Ve vztahu mezi mužem a ženou viděl Solovjov vztah dvou nedokonalých potencí a domníval se, že je opravdová láska procesem integrace lidské bytosti a obnovení Božího obrazu v ní.

## Vliv
Originální Solovjovovo myšlení i literární schopnosti přitahovaly už za jeho života, o blízkém přátelství s Dostojevským byla již řeč. Solovjov však podstatně ovlivnil celou ruskou spirituální renesanci na přelomu 19. a 20. století.
Solovjov se téměř ihned po smrti zažadil mezi velikány ruského intelektuálního a kulturního života, kteří ovlivnili ruskou společnost 19. století, jako byl například Puškin, Tolstoj nebo Dostojevskij. Solovjov se stal jedním ze zdrojů bohohledačství. V určitém stupni byli pokračovateli Solovjovovy filozofie Sergej a Jevgenij Trubečtí, Nikolaj Losskij, dále Nikolaj Berďajev, Sergej Nikolajevič Bulgakov, Semjon Frank a další „vechovští“ ideologové. Z jeho žáků vynikl ještě Pavel Florenskij. Inspiroval také generaci ruských symbolistů (Andrej Bělyj i Solovjovův synovec Alexandr Alexandrovič Blok), ovlivnil synkretické myšlení R. Steinera a pozdější ekumenické hnutí. Švýcarský teolog Hans Urs von Balthasar mu věnoval rozsáhlou studii a papež Jan Pavel II. ho nazval jedním z velkých průkopníků dialogu.

## Solovjovova tvorba jako objekt zkoumání
O Solovjovovi bylo již mnoho napsáno a jeho tvorba je stále studovaným fenoménem. Západ seznámil s životem Solovjova Michel d'Herbigny, který krátce po Solovjovově smrti napsal jeho biografii s názvem Un Newman russe : Vladimir Soloviev (Paris, 1911). Kniha zdůrazňuje aspekt Solovjovova příklonu ke katolictví. Solovjovův přítel Jevgenij Nikolajevič Trubeckoj napsal zdařilou biografii Světonázor Vl. S. Solovjova, která byla velmi rozšířena mezi ruskou emigrací Do českého prostředí první republiky Československé pronikaly Solovjovovy myšlenky nejen díky přítomnosti ruského exilu a vlivu filozofů, jako byli např. Nikolaj Losskij či Boris Jakovenko, ale již dříve prostřednictvím obrody teologické reflexe nad rolí českého uniatství. Kniha Michele d'Herbignyho se stala inspirací pro Ivana Mastiliaka a jeho článek Význam Vladimíra Solovjova. První monografie o Solovjovovi od českého autora je dílo s názvem Vladimír Sergějevič Solovjev. Jeho život a působení (1920) od Karla Jindřicha, který se se Solovjovem osobně znal. Ladislav Klíma napsal knihu O Solovjevově etice. Při reflexi nad Solovjovem v českém prostředí nelze opomenout Tomáše Masaryka, který ve svém druhém díle Rusko a Evropa věnuje celou XVIII. kapitolu Solovjovovi.
Jedním z významných sovětských filozofů zabývajících se Vladimírem Solovjovem byl Alexej Losev, jenž vydal kratší pojednání Vl. Solovjov s biografickými rysy a podrobnou studii Vladimir Solovjov a jeho doba. Tato kniha je detailním zpracováním nejrůznějších aspektů tvorby Solovjova, ve kterém převládá velmi podrobně a systematické zpracování jednotlivých témat. Po změně režimu v bývalém Sovětském svazu nastoupila renesance Solovjovských bádání. Po sametové revoluci v České republice začalo nakladatelství Refugium vydávat souborné dílo Solovjova s recenzemi a předmluvami Pavla Ambrose a Michala Altrichtera. Dílo Vladimira Solovjova je hojně citováno též v knihách Tomáše Špidlíka.

## Dílo

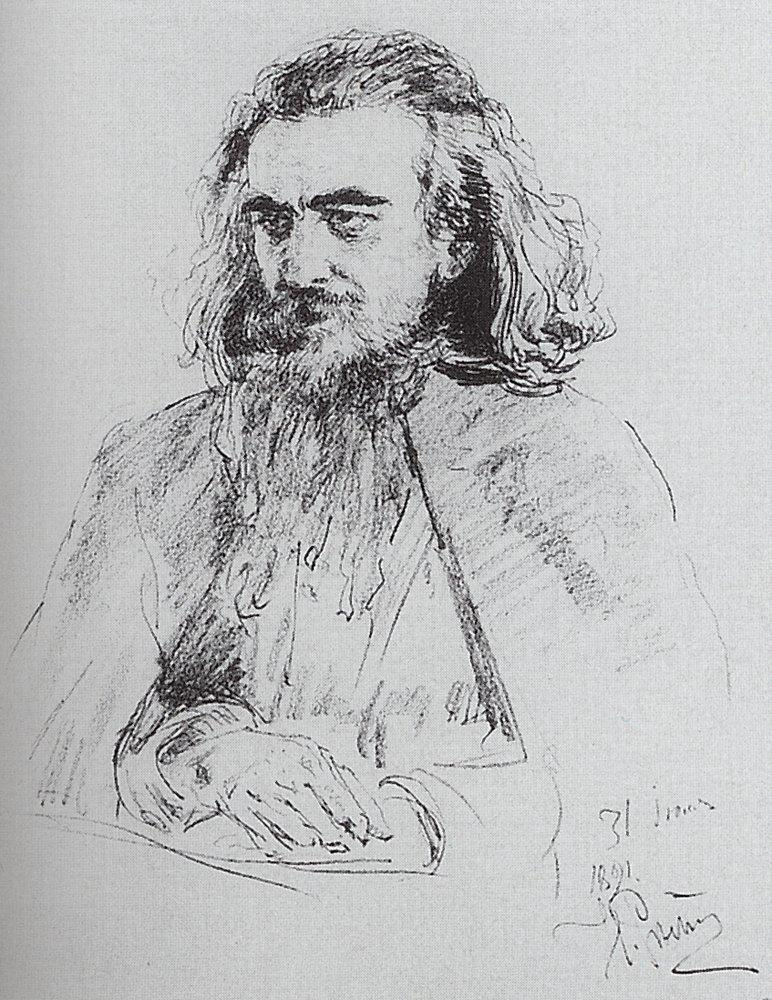
I. E. Repin: V. Solovjov (1891)

Jeho díla lze rozčlenit do tři období:
1. první je období teosofické a slavjanofilské (1864–1882), kdy Solovjov bojuje s materialismem a pozitivismem:
  - Krize západní filozofie: proti positivistům (1874);
  - Filosofické základy komplexního vědění (1877);
  - Čtení o boholidství (1878);
  - Kritika abstraktních principů (1880);
  - Tři pomluvy na památku Dostojevského (rusky Три речи в память Достоевского, 1881—1883);
  - Židovství a křesťanská otázka (rusky Еврейство и христианский вопрос, 1884);
  - Duchovní základy života (1882—1884);
2. druhé je období církevně-teokratické nebo též „katolické“(1882–1891), ve kterém se vyrovnává s nacionalismem;
3. závěrečné třetí, syntetické období je charakterizováno návratem k filozofii, poezii a kritice (1892–1900), kdy oponuje třem svým rivalům, kterými jsou Karl Marx, Friedrich Nietzsche a Lev Nikolajevič Tolstoj.

Z díla:
- Krize západní filozofie: proti positivistům (1874)
- Rusko a všeobecná církev (Paříž, 1889)
- Duchovní základy života (1884, 1885, 1897)
- Ospravedlnění dobra (Moskva, 1896)
- Smysl lásky, in TENACE, Michelina, Úvod do myšlení Vladimíra Solovjova, Olomouc: Velehrad, 2000
- Čtení o boholidství. Přeložil Pavel Hroch. Olomouc: Velehrad, 2000. ISBN 80-86045-54-4
- Tři rozhovory: O válce, pokroku a konci dějin
- Legenda o Antikristu (1900)
- O modlitbě: z duchovních základů života (1915). Dostupné online

Podílel se také na tvorbě encyklopedického slovníku Brockhause a Jefrona

### České překlady
Knihy Vladimira Solovjova patří k nejpřekládanějším dílům ruské filozofie v České republice.
- V. S. Solovjov, Čtení o boholidství. Refugium, Velehrad 2000
- V. S. Solovjov, Duchovní základy života. Refugium, Velehrad 1996
- V. S. Solovjov, Filosofické základy komplexního vědění. Refugium, Velehrad 2001
- V. S. Solovjov, Idea nadčlověka. Olomouc 1997
- V. S. Solovjov, Kritika abstraktních principů. Refugium, Velehrad 2003
- V. S. Solovjov, Krize západní filosofie. Refugium, Velehrad 2001
- V. S. Solovjov, Legenda o Antikristu. Refugium, Velehrad 1996
- V. S. Solovjov, Ospravedlnění dobra. Refugium, Velehrad 2002
- SOLOVJOV, Vladimir, z ruštiny přeložil Alan Černohous, 2000. Krása v přírodě. In: TENACE, Michelina. Úvod do myšlení Vladimíra Solovjova. Velehrad: Refugium Velehrad-Roma. Kniha vychází v rámci výzkumného záměru „Jednotná Evropa a křesťanství“ a ve spolupráci s Centrem Aletti v Olomouci. ISBN 80-86045-55-2. S. 98–148.
- SOLOVJOV, Vladimir, z ruštiny přeložila Zdeňka Vychodilová, 2000. Obecný smysl umění. In: TENACE, Michelina. Úvod do myšlení Vladimíra Solovjova. Velehrad: Refugium Velehrad-Roma. Kniha vychází v rámci výzkumného záměru „Jednotná Evropa a křesťanství“ a ve spolupráci s Centrem Aletti v Olomouci. ISBN 80-86045-55-2. S. 149–168.
- SOLOVJOV, Vladimir, z ruštiny přeložila Zdeňka Vychodilová, 2000. Smysl lásky. In: TENACE, Michelina. Úvod do myšlení Vladimíra Solovjova. Velehrad: Refugium Velehrad-Roma. Kniha vychází v rámci výzkumného záměru „Jednotná Evropa a křesťanství“ a ve spolupráci s Centrem Aletti v Olomouci. ISBN 80-86045-55-2. S. 169–239.
- V. S. Solovjov, Teoretická filosofie. Refugium, Olomouc 2006
- V. S. Solovjov, Tři rozhovory: o válce, pokroku a konci dějin; Legenda o Antikristu. Praha 1997, druhé vydání Červený Kostelec 2011.
- V. S. Solovjov, Vybrané stati I. Čína a Evropa. Refugium, Olomouc 2006
- V. S. Solovjov, Vybrané stati II. Mytologický proces. Pohanství. Refugium, Olomouc 2007

### Slovenské překlady
- V. S. Solovjov, Rusko a univerzálna cirkev. Bratislava 2000